# Adónis
Adónis (řecky Άδωνις, latinsky Adonis) je v řecké mytologii syn kyperského krále Kinyra a jeho dcery Myrrhy.

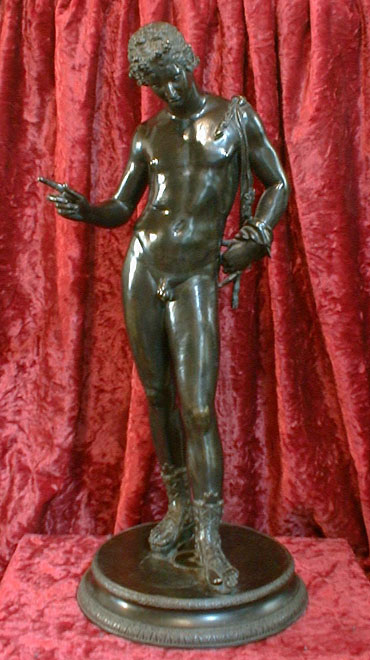
kopie bronzové sochy Adonise z Pompejí

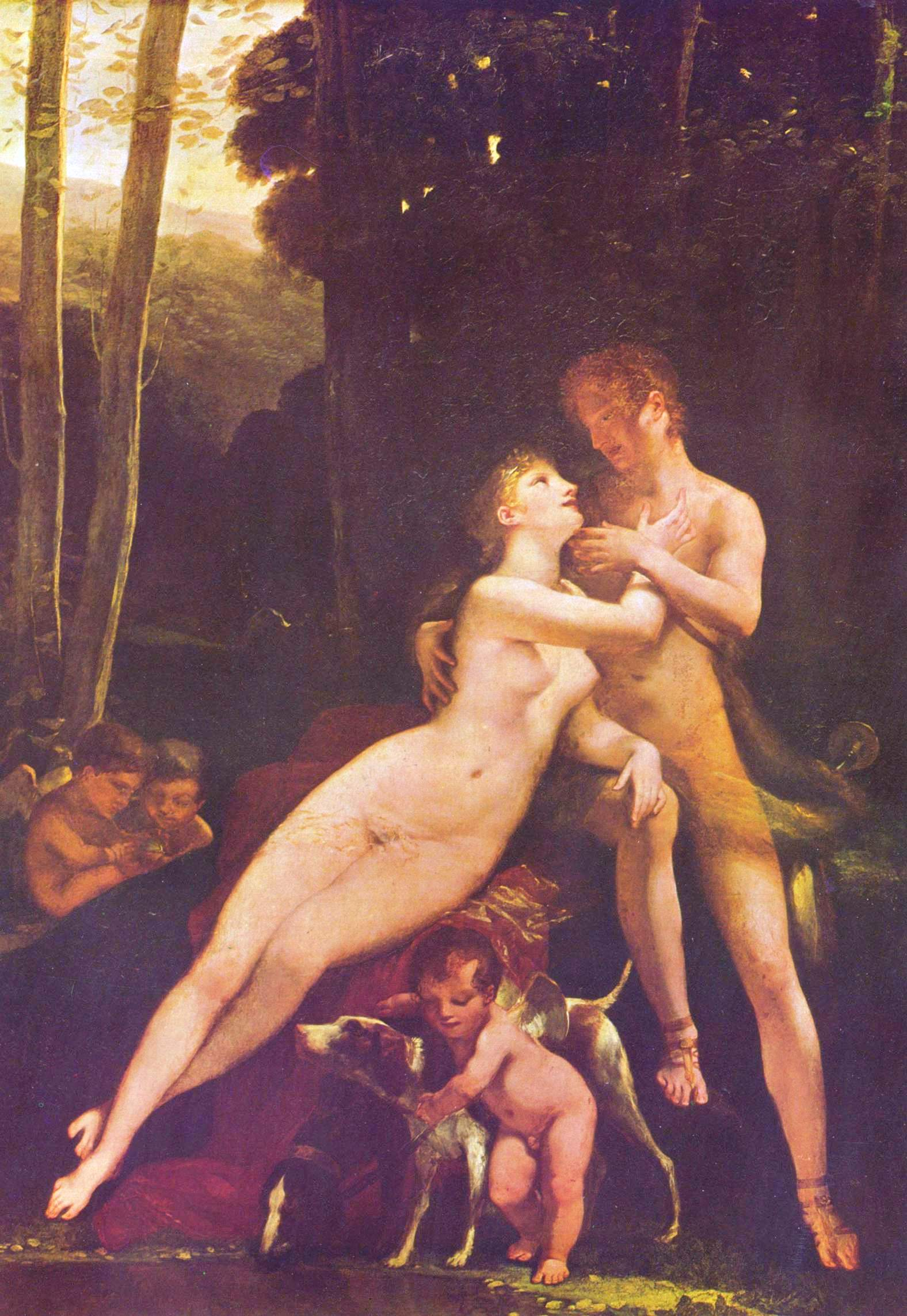
Venuše a Adonis, autor Pierre-Paul Prud'hon

Kolem jeho původu existuje několik výkladů, nejznámější je ta, že bohyně Afrodíté potrestala královskou dceru Myrrhu za nedostatek úcty. Bohyně způsobila, že se Myrrha zamilovala do svého otce. Chůva krále opila tak, že o sobě nevěděl a té noci Myrrha svého otce svedla. Když později zjistil, k čemu došlo, vyhnal dceru z paláce a chtěl ji zabít. Tomu zabránila Afrodíté, ta dívku v poslední chvíli proměnila ve strom myrtu. Když král ťal do kmene stromu, z něho vypadl Adónis – Myržin syn a bratr.
Chlapec byl krásný a Afrodíté byla jeho krásou unešena. Skryla ho v truhlici a tu svěřila ho do opatrování Persefoně, manželce boha podsvětí Háda. Ta chlapce vychovala, ale také se do něho zamilovala. Když se to doneslo Afrodítě, hned se vypravila do Tartaru a chtěla chlapce zpátky. Jenže v té době byl Adónis už milencem Persefony a ta ho nechtěla vydat. Soud bohyně rozsoudil a stanovil, že obě mají na chlapce stejný nárok - Afrodíté za to, že mu zachránila život a Persefona ho zachránila z truhlice a vychovala ho. Bylo stanoveno, že každá bude s Adónidem trávit třetinu roku a ta poslední třetina bude jeho, aby si od obou milenek odpočinul.
Afrodíté však byla mazaná a svými kouzly ho dovedla k rozhodnutí trávit u ní i zbývající třetinu roku. Persefoné si šla stěžovat k Afrodítině milenci, bohu války Áreovi. Ten se tak žárlivostí rozlítil, že v podobě divokého kance se vyřítil proti Adónidovi a ostrými kly ho zabil. Poté si Afrodíta u Dia vymohla, že Adónis bude pochmurnou část roku trávit v podsvětí s Persefonou, kdežto krásné letní měsíce bude trávit s Afrodítou, propuštěný vždy na čas z podsvětí. Taková je síla lásky bohyně.
Adónis v bájích symbolizoval koloběh života přírody, počátek na jaře a uhynutí na podzim. Jeho svátky byly slaveny v prvním dnu s nářkem žen nad jeho smrtí, druhý den oslava jeho návratu do života.

## Odraz v umění
Mýtus o Adónidovi a Afrodíté byl pro mnohé umělce velmi lákavým námětem:
- Významné je básnické zpracování Ovidiovo v jeho Proměnách.
- Antická socha Adónida je dnes v Národním muzeu v Neapoli.
- Z novodobých je nejpozoruhodnější Adónis od Adriaena de Vriese z roku 1624.
- Adonidova smrt od Giuseppa Mazzuoly z roku 1709 je v petrohradské Ermitáži.
- Tizianův obraz Venuše a Adonis je jeden v madridském Pradu (z roku 1554) a druhý v londýnské Národní galerii (z roku 1756).

## Galerie

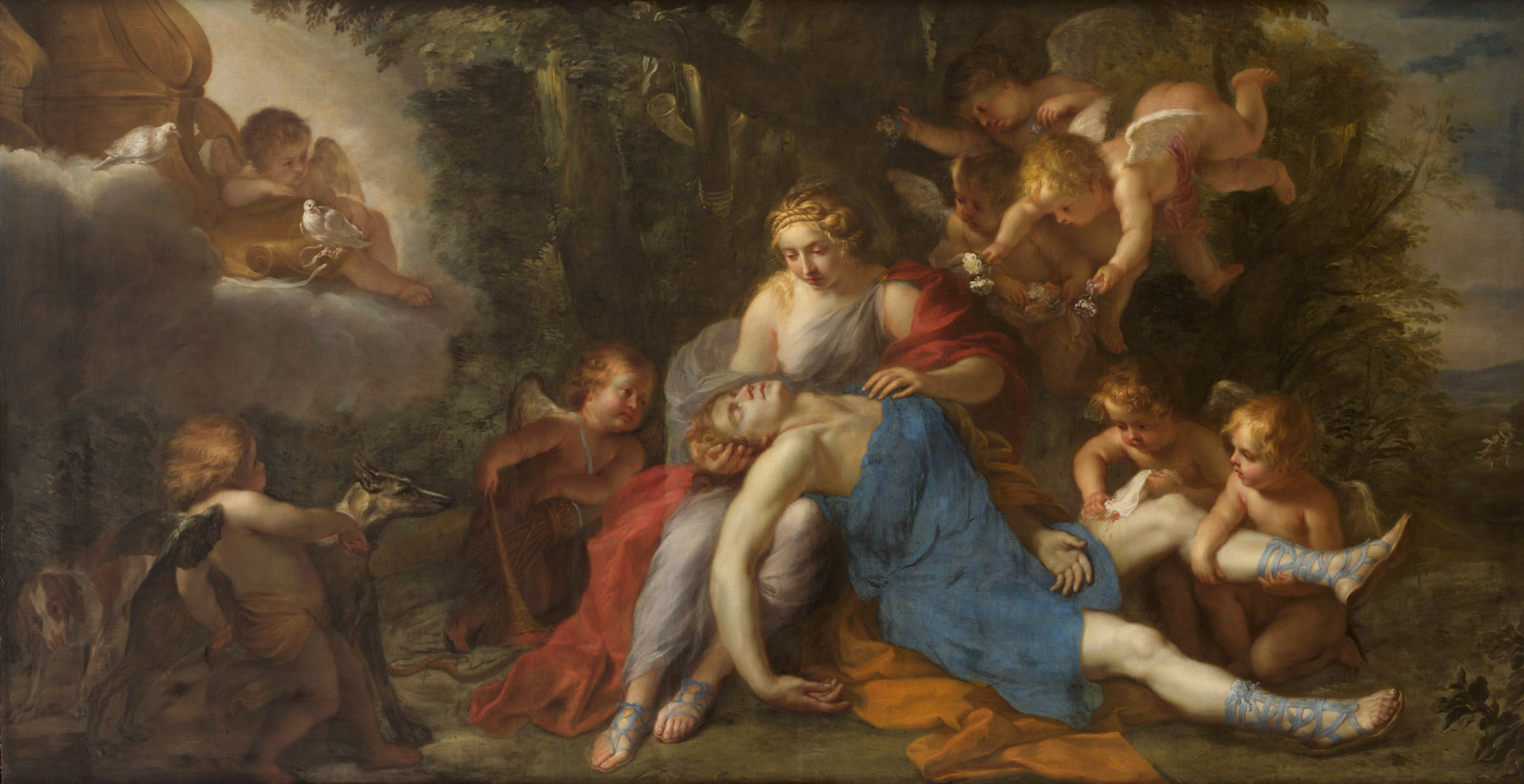
Louis Cousin: Venuše bědující nad smrtí Adonise